# 3-Diethylaminophenol
3-Diethylaminophenol ist ein Phenol mit einer Diethylaminogruppe in meta-Stellung zur Hydroxygruppe. Die Verbindung dient als Ausgangsstoff für Farbstoffe (besonders Fluoreszenzfarbstoffe) und Pigmente, für Druckfarben, Tätowierfarbe und Haarfärbemittel, sowie für UV-Filter.

## Vorkommen und Darstellung
Die Synthese des 3-Diethylaminophenols, hier als „diethyl meta-amidophenol“ bezeichnet, wurde erstmals 1888 beschrieben.
Dabei wurde 3-Aminophenol unter Druck bei 170 °C mit Ethanol als Ethylierungsmittel umgesetzt und das Reinprodukt durch Extraktion, Destillation und mehrmalige Umkristallisation als weiße kristalline Masse (Smp. 74 °C) erhalten.
Wegen der Bedeutung der N,N-Dialkylaminophenole wurden unterschiedliche Syntheserouten ausgearbeitet  – ausgehend von den einfachen Aromaten Nitrobenzol bzw. Anilin oder Phenol – die sich jedoch wegen des Anfalls großer Salzmengen (z. B. bei der Alkalischmelze von 3-Dialkylaminobenzolsulfonsäuren), Korrosivität der Reaktanden und schlechter Ausbeuten nicht durchsetzen konnten.
Ein moderneres Verfahren schlägt als Ausgangsverbindung das preisgünstige Resorcin vor, wobei analog zum beschriebenen 3-Dibutylaminophenol auch 3-Diethylaminophenol erhalten werden soll.
Dabei wird mit dem primären Amin in Gegenwart von Phosphonsäure H3PO3 als Reduktionsmittel zunächst eine der beiden Hydroxygruppen am 1,3-Dihydroxybenzol substituiert und diese anschließend mit dem entsprechenden Alkylhalogenid zum sekundären Amin alkyliert. Die angegebenen Bedingungen (200 °C Temperatur, 12 bar Druck, 6h Reaktionsdauer in der ersten und 6–20h in der zweiten Stufe), große Salzmengen und Ausbeuten unter 70 % lassen diesen Reaktionsweg für ein industrielles Verfahren ungeeignet erscheinen.
Ausgehend von 3-Aminophenol (z. B. aus Resorcin und Ammoniak bei 230 °C und 35 bar), das mit Acetaldehyd unter 10 bar Wasserstoffdruck in Gegenwart von Palladium auf Aktivkohle einer reduktiven Alkylierung unterworfen wird, kann 3-Diethylaminophenol auch in einem kontinuierlichen Prozess in Ausbeuten bis 95 % erhalten werden.

## Eigenschaften
3-Diethylaminophenol ist ein weiß-grauer bis rot-brauner kristalliner Feststoff mit stechendem Geruch, der sich in Wasser, Ethanol und Diethylether löst.

## Anwendungen
Die Reaktion von 3-Diethylaminophenol mit Acetessigester in Gegenwart von Zinkchlorid/Zinn(II)-chlorid liefert das Cumarin-Derivat 7-Diethylamino-4-methylcumarin,
das als optischer Aufheller für Textilien und als Laserfarbstoff verwendet wird.
Bei der Umsetzung von 3-Diethylaminophenol mit Phthalsäureanhydrid wird 2-(4-(Diethylamino)-2-hydroxybenzoyl)benzoesäure  gebildet, deren n-Hexylester DHHB unter der Bezeichnung Uvinul A Plus als UV-A-Filter Sonnenschutzmitteln zugesetzt wird.
Werden in dieser Reaktion doppelt-stöchiometrischen Mengen von 3-Diethylaminophenol eingesetzt, dann erhält man Rhodamin B, einen fluoreszierenden Farbstoff aus der Reihe der Xanthenfarbstoffe.  – hier noch „tetraethyl-rhodamine“ genannt.
Während die Lacton-Form (A) farblos ist und nicht fluoresziert, zeigen wässrige Lösungen der kationischen ringoffenen Säureform (B) intensive karminrote Farbe und orangerote Fluoreszenz.
Aus 3-Diethylaminophenol und Malonsäurediphenylester entsteht 7-Diethylamino-4-hydroxycumarin, aus dem durch Umsetzung mit der DHHB-Vorstufe tiefrot fluoreszierende Farbstoffe zugänglich sind, die als Biomarker und Biosensoren Verwendung finden können.
Basische substituierte 1,4-Oxazine bzw. Phenoxazine, wie z. B. der kationische Farbstoff Basic Blue 3, wurden bereits Ende des 19. Jahrhunderts – ausgehend von 3-Diethylaminophenol – als blaue Textilfarbstoffe, insbesondere für Polyacrylnitril-Fasern, synthetisiert.
Dabei reagiert der Ethylether des 3-Diethylaminophenols in Dioxan-Lösung mit Natriumnitrit und Salzsäure zum 6-Nitroso-3-diethylaminophenol, die anschließend mit weiterem 3-Diethylaminophenol in ca. 80 % Ausbeute zum in Substanz grünen Phenoxazinderivat umgesetzt wird. Die Ethoxygruppe wird bei der Kondensationsreaktion zum Phenoxazinringsystem als Ethanol abgespalten.
Bei der Reaktion des Nitrosoderivats des 3-Diethylaminophenols mit 1-Naphthylamin entsteht der Fluoreszenzfarbstoff Nilblau, der durch Erhitzen mit Schwefelsäure in Nilrot übergeht.
Nilrot kann auch aus 3-Diethylaminophenol und 2-Naphthol direkt gebildet werden.
Wegen der Bedeutung der Farbstoffe Nilblau und Nilrot in der Biologie wurden – ausgehend von 3-Diethylaminophenol – eine Vielzahl von Benzophenoxazinen synthetisiert, z. T. auch mit Aktivester-Funktionen zur kovalenten Verknüpfung mit Biomolekülen.
Dichroitische Farbstoffe durch Umsetzung von 3-Diethylaminophenol mit Tetrachlor-p-benzochinon wurden als Mischungskomponenten in so genannten Guest-Host-Displays von Flüssigkristallanzeigen wegen ihres hohen Absorptionskoeffizienten zur Kontrastverbesserung vorgeschlagen.